# Jenna Ortega
Jenna Marie Ortega (Palm Desert, 27 de setembro de 2002) é uma atriz estadunidense. Iniciou sua carreira como atriz mirim, recebendo reconhecimento por interpretar a versão infantil de Jane na série de comédia dramática Jane the Virgin (2014–2019). Ela teve seu papel revelação como Harley Diaz na série Stuck in the Middle (2016–2018), pela qual ganhou um Imagen Award. Em seguida, interpretou Ellie Alves na segunda temporada de You (2019) e atuou em Yes Day (2021).
Ortega recebeu elogios da crítica por sua atuação no drama adolescente The Fallout (2021), e estrelou os filmes de terror The Babysitter: Killer Queen (2020), X e Scream (ambos de 2022), os quais estabeleceram-na como uma rainha do grito; por este último, ganhou o MTV Movie de Melhor Atuação Assustada. Ainda em 2022, recebeu o papel principal como Wednesday Addams na série Wednesday (2022), pela qual ganhou reconhecimento internacional e foi elogiada e indicada ao Emmy, Globo de Ouro e ao Screen Actors Guild de Melhor Atriz em série de comédia.

## Biografia
Ortega nasceu em 27 de setembro de 2002 em Palm Desert, no sul da Califórnia, a quarta de seis filhos. O pai de Ortega é empresário e descendente de mexicanos-americanos e sua mãe Natalie é chefe enfermeira e tem ascendência mexicana e porto-riquenha.

## Carreira

### 2012–2014: primeiros papéis
Ortega começou a se interessar por atuar desde os seis anos de idade. Aos oito anos, com a ajuda de sua mãe e agentes, ela finalmente começou a receber testes, e logo fez sua estreia como atriz em 2012 com uma participação especial em Rob, no episódio "Baby Bug". Também fez uma aparição em CSI: NY no episódio "Unspoken" como Aimee Moore.
Em 2013, ela fez sua estreia no cinema com um pequeno papel no filme de super-herói Iron Man 3 como a filha do vice-presidente. Em seguida, Ortega estrelou o filme de terror Insidious: Chapter 2, o terceiro filme da franquia Insidious, como Annie, um papel coadjuvante. Ambos os filmes tiveram sucesso de bilheteria. Em 2014, Ortega teve um papel recorrente na série Rake, interpretando Zoe Leon. No mesmo ano, ela foi escalada para o papel recorrente da versão infantil de Jane na série de dramédia romântica Jane the Virgin durante toda a exibição do show. No mesmo ano, ela estrelou como Mary Ann no filme de comédia The Little Rascals Save the Day.

### 2015–2018: revelação com a Disney
Em 2015, Ortega foi escalada para a série original da Netflix, Richie Rich, como parte do elenco principal, interpretando Darcy, a melhor amiga de Richie. Sua personagem era uma golpista, que gastaria o dinheiro de Richie mesmo sem seu consentimento. O show foi criticado, obtendo em geral críticas negativas. No mesmo ano, ela apareceu no filme After Words como Anna Chapa.
De 2016 a 2018, Ortega então estrelou a sitcom do Disney Channel Stuck in the Middle como Harley Diaz, o papel principal da série, o personagem sendo a filha do meio dos sete irmãos Diaz, durante toda a série. A série foi bem recebida, e Ortega recebeu um prêmio Imagen Award por sua atuação, bem como foi indicada para outros dois. No mesmo ano, ela se juntou ao elenco de Elena of Avalor, da Disney, como a voz da Princesa Isabel, que terminou em 2020. O show foi bem recebido, e ela ganhou outra indicação ao Imagen Award em 2019. Em 2017, ela estrelou o videoclipe do single "Chapstick", que foi interpretado por e também estrelado por Jacob Sartorius. No vídeo, Ortega interpretou o interesse amoroso de Sartorius, que conseguiu obter uma cobertura significativa da mídia.
Em 2018, Ortega estrelou o filme Saving Flora como o papel principal de Dawn, filha de um dono de circo. O filme recebeu críticas positivas da crítica, e Ortega recebeu elogios por seu desempenho.  Ela recebeu uma indicação de Melhor Atriz Principal no Festival Internacional de Cinema de Southampton.

### 2019 – presente: filmes e televisão
Em janeiro de 2019, Ortega havia sido escalada para o papel principal de Ellie Alves, irmã de Delilah Alves, na segunda temporada da série de suspense You, da Netflix, que foi lançada em 26 de dezembro de 2019. Em You, sua personagem é uma garota inteligente e intrometida que gosta de agir como mais velha do que sua verdadeira idade. A temporada, assim como a primeira temporada do programa, foi elogiada, assim como a atuação de Ortega. Em 2019, Ortega foi escalada para o filme de terror da Netflix The Babysitter: Killer Queen; o filme foi lançado em setembro de 2020, e recebeu críticas mistas dos críticos.
Em 2020, Ortega deu voz a Brooklyn na série animada da Netflix Jurassic World: Camp Cretaceous. A série foi recebida com críticas mistas, embora os elogios fossem para a voz de Ortega e para o resto do elenco. A série foi renovada para uma segunda temporada, com lançamento previsto para 2021. Em 2020, Ortega anunciou que faria sua estreia como escritora com o livro It's All Love, lançado em janeiro de 2021.
Ortega estrelou como Katie Torres no filme de comédia do Netflix Yes Day; ela foi escalada em 2019, e o filme foi lançado em março de 2021 com críticas mistas. Também lançado em março de 2021, foi o filme dramático de colégio, The Fallout, onde ela interpretou o papel principal de Vada. Ela foi anunciada no elenco em fevereiro de 2020, as filmagens ocorreram durante um mês entre agosto e setembro do mesmo ano. Ele recebeu aclamação dos críticos, e a atuação de Ortega foi elogiada.
Em agosto de 2020, Ortega foi escalada para o filme de terror Scream, lançado em 14 de janeiro de 2022. Em seu papel, ela afirmou que "Eu nem acho que existem palavras na língua inglesa para expressar corretamente o quão feliz, animada e nervosa estou nesta jornada. É simplesmente incrível para mim." Ela também irá estrelar o futuro filme de terror X.
Em maio de 2021, foi anunciado que ela seria escalada para o papel principal de Wednesday Addams na série sobrenatural de Tim Burton, Wednesday, que ela chamou de um "novo capítulo" em sua carreira, e ela também disse que "(Eu) espero poder fazer justiça a Wednesday Addams".

## Filmografia

### Filmes
| † | Indica produções cinematográficas ou televisivas que ainda não foram lançadas |

| Ano  | Título                             | Papel                    | Notas                      |
| ---- | ---------------------------------- | ------------------------ | -------------------------- |
| 2013 | Iron Man 3                         | Filha do vice-presidente |                            |
| 2013 | Insidious: Chapter 2               | Annie                    |                            |
| 2014 | The Little Rascals Save the Day    | Mary Ann                 |                            |
| 2015 | After Words                        | Anna Chapa               | [ 60 ]                     |
| 2018 | Saving Flora                       | Dawn                     |                            |
| 2019 | Wyrm                               | Suzie                    |                            |
| 2020 | The Babysitter: Killer Queen       | Phoebe Atwell            |                            |
| 2021 | Yes Day                            | Katie Torres             |                            |
| 2021 | The Fallout                        | Vada Cavell              |                            |
| 2022 | Scream                             | Tara Carpenter           |                            |
| 2022 | Studio 666                         | Skye Willow              |                            |
| 2022 | X                                  | Lorraine Day             |                            |
| 2022 | American Carnage                   | Camila Montes            |                            |
| 2023 | Scream VI                          | Tara Carpenter           |                            |
| 2023 | Finestkind                         | Mabel                    |                            |
| 2024 | Miller's Girl                      | Cairo Sweet              |                            |
| 2024 | Winter, Spring, Summer, or Fall    | Remi                     | Produtora executiva        |
| 2024 | Beetlejuice 2                      | Astrid Deetz             | [ 61 ]                     |
| 2025 | Death of a Unicorn                 | Ridley                   | Também produtora executiva |
| 2025 | Hurry Up Tomorrow                  | Anima                    | Também produtora executiva |
| TBA  | Klara and the Sun †                | Klara                    | Pós-produção               |
| TBA  | The Gallerist †                    |                          | Filmando                   |
| TBA  | Filme sem título de J. J. Abrams † |                          | [ 63 ]                     |

### Televisão
| Ano           | Título                          | Papel                     | Notas                                       |
| ------------- | ------------------------------- | ------------------------- | ------------------------------------------- |
| 2012          | Rob                             | Menina                    | Episódio: "The Baby Bug"                    |
| 2012          | CSI: NY                         | Aimee Moore               | Episódio: "Unspoken"                        |
| 2013          | Days of Our Lives               | Hayley                    | Episódio: "12062"                           |
| 2014          | Rake                            | Zoe Leon                  | Papel recorrente                            |
| 2014–2019     | Jane the Virgin                 | Jane Villanueva (criança) | Papel recorrente; em flashbacks             |
| 2015          | Richie Rich                     | Darcy                     | Elenco principal                            |
| 2016–2018     | Stuck in the Middle             | Harley Diaz               | Papel principal                             |
| 2016–2020     | Elena of Avalor                 | Princesa Isabel           | Elenco principal; voz (série animada)       |
| 2016          | Elena and the Secret of Avalor  | Princesa Isabel           | Voz (filme televisivo)                      |
| 2018          | Bizaardvark                     | Izzy                      | Episódio: "The BFF (Before Frankie Friend)" |
| 2019–presente | Big City Greens                 | Gabriella Espinosa        | Voz; 6 episódios                            |
| 2019          | You                             | Ellie Alves               | Elenco principal (2.ª temporada)            |
| 2020          | Home Movie: The Princess Bride  | Princess Buttercup        | Episódio: "The Fire Swamp"                  |
| 2020–2022     | Jurassic World: Camp Cretaceous | Brooklynn                 | Elenco principal; voz                       |
| 2022–presente | Wednesday                       | Wandinha Addams           | Papel principal                             |
| 2022–presente | Wednesday                       | Goody Addams              | Papel recorrente                            |
| 2023          | Saturday Night Live             | Ela mesma (apresentadora) | Episódio: "Jenna Ortega/The 1975"           |

## Prêmios e indicações
| Ano  | Prêmio                                  | Categoria                        | Indicação           | Resultado | Refs   |
| ---- | --------------------------------------- | -------------------------------- | ------------------- | --------- | ------ |
| 2016 | Imagen Awards                           | Melhor Jovem Ator em Televisão   | Stuck in the Middle | Indicado  | [ 68 ] |
| 2018 | Imagen Awards                           | Melhor Jovem Ator em Televisão   | Stuck in the Middle | Venceu    | [ 69 ] |
| 2018 | Southampton International Film Festival | Melhor Atriz em Cinema           | Saving Flora        | Indicado  | [ 70 ] |
| 2019 | Imagen Awards                           | Melhor Jovem Ator em Televisão   | Stuck in the Middle | Indicado  | [ 71 ] |
| 2019 | Imagen Awards                           | Melhor Jovem Ator em Televisão   | Elena of Avalor     | Indicado  | [ 71 ] |
| 2023 | Emmy Awards                             | Melhor Atriz em Série de Comédia | Wednesday           | Indicado  | [ 72 ] |